# Fentanyl
Fentanyl (łac. fentanylum) – organiczny związek chemiczny, pochodna piperydyny; syntetyczny środek przeciwbólowy i anestezjologiczny, syntetyczny opioid. Jest agonistą receptorów opioidowych. Pobudza wytwarzanie serotoniny, zmniejsza stężenie endorfin w osoczu. Ma bezpośredni wpływ na ośrodkowy układ nerwowy. Podobnie jak inne opioidy powoduje bardzo silne uzależnienie.

## Historia
W latach 50. XX wieku Paul Janssen (założyciel przedsiębiorstwa Janssen Pharmaceutica) wraz ze swoim zespołem postanowił opracować lek mający podobne właściwości przeciwbólowe jak morfina czy meperydyna, który będzie miał mniej skutków ubocznych i wyższy potencjał terapeutyczny. Obrano sobie za cel wytworzenie substancji, która będzie lepiej rozpuszczalna w rozpuszczalnikach niepolarnych oraz szybciej przenikająca barierę krew-mózg. W 1957 roku uzyskano fenoperydynę, która była około 25 razy silniejsza niż morfina. Kontynuując badania, w 1960 roku otrzymano syntetyczny opioid – fentanyl. Był to lek około 100–200 razy silniejszy niż sama morfina, co stwierdzono w doświadczeniach przeprowadzanych na zwierzętach. Był to wówczas najsilniejszy i najlepiej rozpuszczalny w tłuszczach opioid (później odkryto inne, silniejsze opioidy, takie jak np. sufentanyl i karfentanyl). Fentanyl został zatwierdzony do użycia przez FDA w 1968 roku.

## Analogi
Znanych jest wiele analogów fentanylu o znaczeniu farmaceutycznym, np. alfentanyl, butyrfentanyl, sufentanyl, remifentanyl i karfentanyl. Wszystkie wykazują podobne właściwości, choć różnią się aktywnością.

## Synteza chemiczna
Fentanyl można otrzymać kilkoma metodami w serii reakcjach chemicznych, których substratem (prekursorem) jest najczęściej 4-piperydon.
W pierwszej z metod grupa aminowa 4-piperydonu chroniona była za pomocą grupy benzylowej, co umożliwiało przekształcenie grupy ketonowej substratu w docelową N-acylowaną grupę fenyloaminową. Grupa benzylowa była następnie usuwana przez hydrogenolizę, a ostatnim etapem było powtórne alkilowanie grupy aminowej i przyłączenie w ten sposób na endocyklicznym atomie azotu grupy 2-fenyloetylowej. 
W prostszym podejściu docelową grupę 2-fenyloetylową wprowadzono w pierwszym etapie, bez korzystania z przejściowej grupy benzylowej. Syntezę rozpoczyna się od redukcyjnego alkilowania 4-piperydonu za pomocą fenyloacetaldehydu w obecności triacetoksyborowodorku sodu (STAB, z ang. sodium triacetoxyborohydride), w wyniku czego powstaje 1-benzylopiperydyno-4-on, który jest kondensowany z aniliną, a powstała zasada Schiffa jest redukowana, ponownie za pomocą STAB, do 1-fenyloetylo-4-anilinopiperydyny. Kolejnym etapem jest acylowanie do końcowego produktu: 
Cały proces można przeprowadzić w temperaturze pokojowej, w jednym naczyniu, bez izolowania związków pośrednich, a jego wydajność wynosi 40%.

## Działanie
Fentanyl jest bardzo silnym lekiem przeciwbólowym i anestezjologicznym z grupy agonistów receptorów opioidowych (silny agonista receptora μ i słaby δ i κ). Działa natychmiast po podaniu dożylnym (szczyt po około dwóch minutach), ale dosyć krótko (20–30 minut), natomiast przy podaniu doustnym działanie rozpoczyna się po około 30–60 minutach i utrzymuje się do 6 godzin. W małych dawkach wywołuje efekty podobne do innych opioidów: znieczulenie, zanik lęku, euforia. Duże dawki stosowane w anestezjologii (najczęściej podawane pacjentom przed zabiegami operacyjnymi) wywołują silne objawy ze strony układu nerwowego. 

### Mechanizm działania
Jako agonista receptorów zmniejsza stężenie cAMP (następuje pobudzenie receptorów opioidowych, co powoduje wymianę GTP na GDP na białkach G, a to obniża poziom cyklazy adenylowej), co z kolei skutkuje zmniejszeniem napływu jonów wapniowych do wnętrza komórki. Wskutek tego następuje hiperpolaryzacja błony komórkowej, która hamuje przesyłanie impulsów nerwowych. Stąd wynika efekt przeciwbólowy, który wywołuje fentanyl. Lek hamuje wydzielanie m.in. substancji P, GABA, dopaminy, acetylocholiny, noradrenaliny, wazopresyny, somatostatyny, insuliny i glukagonu. Metabolizm fentanylu odbywa się za pośrednictwem CYP450 (dokładniej: CYP3A4). Substancja ta wpływa również na nerw błędny.

### Działania niepożądane[2][17][18][19]
- nadzwyczajna euforia
- nudności, wymioty
- zaparcia/biegunka, dyspepsja (niestrawność), wzdęcia
- zmniejszony apetyt, jadłowstręt
- osłabienie i zmęczenie
- mioza (zwężenie źrenic)
- zawroty głowy
- ból głowy
- nieskładna, bełkotliwa mowa
- zaburzenia równowagi i chodu
- wolne tętno, obniżone/podwyższone ciśnienie krwi, wahania ciśnienia krwi
- wysypka, świąd
- ból w klatce piersiowej
- spowolnione oddychanie, depresja oddechowa
- niebieskawe usta i cera
- omdlenie
- śpiączka
- nadmierna potliwość
- ból brzucha
- zaburzenia smaku
- omamy, halucynacje
- splątanie
- suchość błony śluzowej jamy ustnej
- mioklonia (niekontrolowane skurcze mięśni), atonia
- drgawki
- zaburzenia widzenia: brak ostrości widzenia, diplopia
- parestezje
- niedrożność jelit
- depersonalizacja
- duszności
- depresja, chwiejność emocjonalna, zaburzenia nastroju
- przyspieszone/spowolnione bicie serca
- zatrzymanie akcji serca
- arytmia
- skurcze m.in. oskrzeli, krtani, mięśni gardła (dławienie się, bezdech, trudności z przełykaniem)
- zapalenie żył, ból żył
- czkawka, hiperwentylacja
- zmniejszona temperatura ciała (hipotermia), dreszcze, drżenia
- powiększenie brzucha
- majaczenia, koszmary senne
- hiperastezja opioidowa
- przekrwienie płuc, zapalenie płuc
- anemia
- ropnie skóry
- tężec
- choroby wątroby
- obrzęk twarzy, obrzęk obwodowy
- gorączka

### Przeciwwskazania
Należy zachować ostrożność u pacjentów z zaburzeniami układu oddechowego, ze względu na możliwość wystąpienia depresji oddechowej. Dolegliwości układu pokarmowego mogą być równie niebezpieczne, ponieważ substancja ta może mieć wpływ na zwiększanie napięcia mięśni gładkich przewodu pokarmowego. Zaburzenia wątroby lub nerek mogą wydłużać czas działania fentanylu. Należy zachować szczególną ostrożność u pacjentów z zaburzeniami niedoczynnością tarczycy, astmą, otyłością oraz miasteniami. Nie zaleca się stosowania leku u osób nieletnich ze względu na ryzyko depresji oddechowej prowadzącej do śmierci oraz u pacjentów w podeszłym wieku, u których przejawia się zwiększona wrażliwość na substancję oraz potwierdzony przedłużony okres półtrwania. Nie należy stosować fentanylu jednocześnie z lekami grupy SSRI, SNRI czy inhibitorami MAO, bowiem zwiększa to ryzyko wystąpienia zespołu serotoninowego. Nie powinno się jednocześnie przyjmować fentanylu z innymi lekami działającymi depresyjnie na OUN, czyli m.in. benzodiazepiny, alkohol, inne opioidy, leki nasenne, itd.

### Wpływ fentanylu na ciążę i laktację
Dane dotyczące wpływu fentanylu na ciążę, poród oraz płodność są niewystarczające do postawienia pewnych tez, jednak na podstawie badań przeprowadzanych na innych opioidach, można stwierdzić, że w przypadku ciąży, podczas której matka przyjmowała fentanyl, dziecko może po urodzeniu cierpieć na zespół abstynencyjny (substancja ta przenika przez łożysko). Nie przewiduje się, żeby krótkotrwałe przyjmowanie fentanylu w ciąży, np. podczas operacji, miało znaczący wpływ na zdolności mentalne dziecka. Jednakże według przeprowadzonych badań, długotrwałe stosowanie tejże substancji lub przyjmowanie zbyt wysokich dawek, może wywołać lub zwiększyć ryzyko wystąpienia komplikacji podczas porodu (tj. cesarskie cięcie, poród przedwczesny, urodzenie martwego dziecka), przebiegu ciąży lub po urodzeniu dziecka (zbyt niski wzrost). Niektóre badania sugerują, iż opioidy mogą wpływać na wystąpienie wad wrodzonych (np. wady serca, rozszczep wargi, podniebienia). Ogólnie wiadomo, że fentanyl przenika do mleka matki. Przyjęto, iż stosowanie fentanylu przed, w czasie ciąży oraz w trakcie laktacji, jest kwestią rozpatrywaną indywidualnie przez lekarza prowadzącego.

### Stosowane dawki
Fentanyl może być przyjmowany dożylnie, domięśniowo, przezskórnie (w postaci plastrów naklejanych na skórę), donosowo (w postaci lotnego aerozolu do nosa), dooponowo, doustnie (tabletki rozpuszczalne w ustach lub podjęzykowe).
| Droga przyjęcia            | Biodostępność [%] | Cmax                                                                  | Tmax                                     | AUC                                                                         |
| -------------------------- | ----------------- | --------------------------------------------------------------------- | ---------------------------------------- | --------------------------------------------------------------------------- |
| podjęzykowo (pastylki)     | 54                | Brak danych                                                           | Brak danych                              | Brak danych                                                                 |
| podjęzykowo (aerozol)      | 76                | 0,20 ± 0,06 ng/ml dla dawki 100 µg 1,61 ± 0,60 ng/ml dla dawki 800 µg | 0,69–1,25 godziny                        | 1,25 ± 0,67 ng*h/ml dla dawki 100 µg 10,38 ± 3,70 ng*h/ml dla dawki 800 µg  |
| przezśluzówkowo (pastylki) | 50                | 0,4 ± 0,1 ng/ml dla dawki 200 µg 2,5 ± 0,6 ng/ml dla dawki 1600 µg    | 20–40 minut                              | 172 ± 96 ng*min/ml dla dawki 200 µg 1508 ± 1360 ng*min/ml dla dawki 1600 µg |
| podpoliczkowo (pastylki)   | 65                | Brak danych                                                           | Brak danych                              | Brak danych                                                                 |
| donosowo (aerozol)         | ok. 64            | 815 ± 301pg/ml                                                        | mniej niż 1 godzinę (dawka: 200µg/100µl) | 3772pg*h/ml                                                                 |
| przezskórnie               | Brak danych       | 0,24 ± 0,20 ng/ml                                                     | 3,6 ± 1,3 godz                           | 0,42 ± 0,35 ng/ml*h                                                         |

Dawkowanie:
- analgezja przedoperacyjna: 50–100 μg dożylnie lub domięśniowo w pojedynczej dawce 30–60 minut przed zabiegiem
- dodatek do znieczulenia: 2–50 μg dożylnie w pojedynczej dawce (2–20 μg dla dawek niższych, 20–50 μg dla dawek wyższych)
- dodatek do znieczulenia miejscowego: 50–100 μg dożylnie/domięśniowo w pojedynczej dawce
- ogólne znieczulenie: 20–50 μg/kg dożylnie w pojedynczej dawce  *u pacjentów wysokiego ryzyka w skomplikowanych zabiegach chirurgicznym należy stosować lek w połączeniu z tlenem i środkiem miorelaksacyjnym (zwiotczającym mięśnie), pojedyncza dawka może wynieść wtedy do 150 μg/kg
- łagodzenie bólu pooperacyjnego: 50–100 μg co 1–2 godzinę w razie potrzeby lub naprzemiennie 0,5–1,5 μg/kg w razie potrzeby

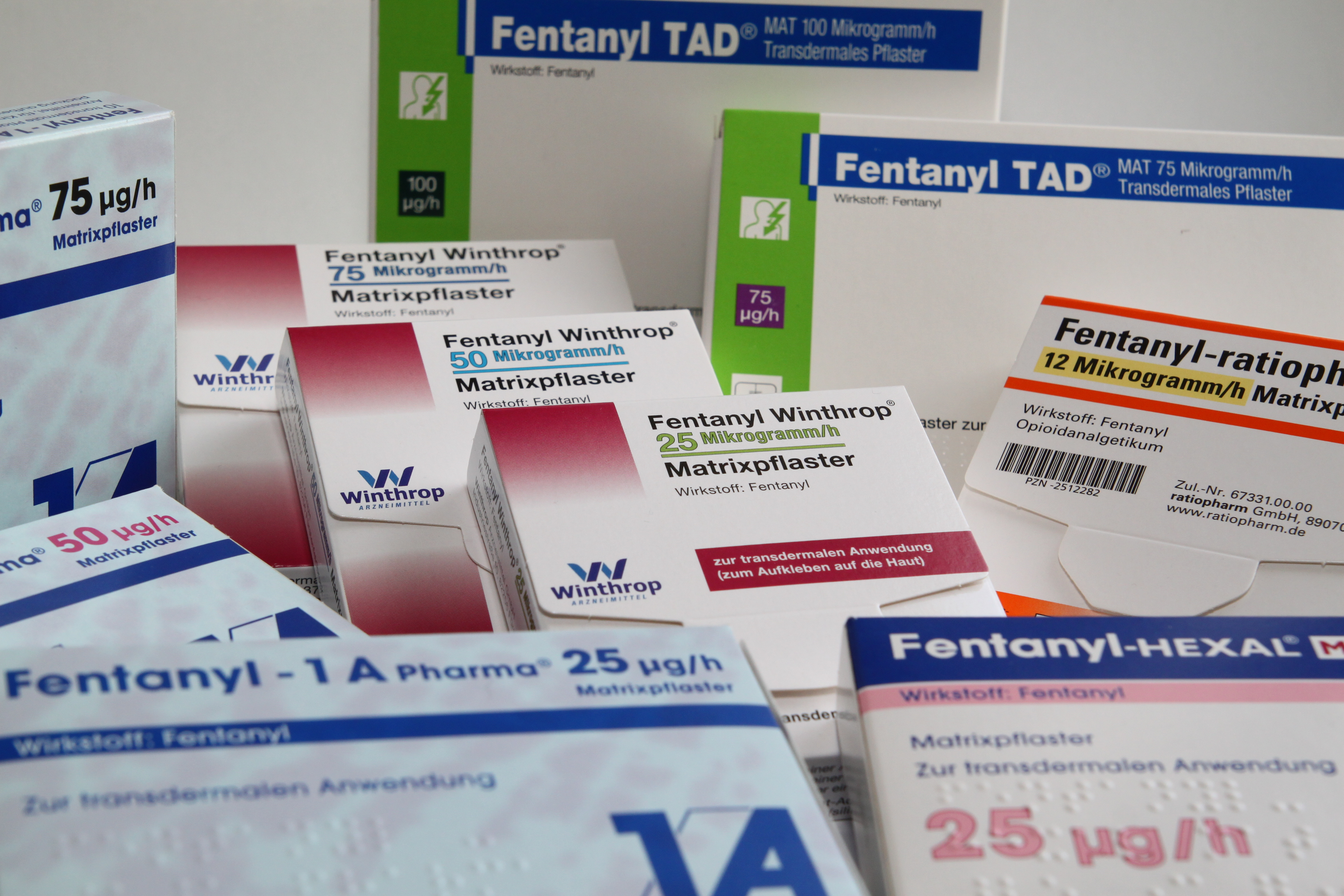
Fentanyl jest lekiem dostępnym tylko na receptę

## Preparaty
Preparaty dostępne w Polsce:
- AuroFena (tabletki podpoliczkowe)
- Durogesic (system transdermalny, plaster)
- Effentora (tabletki podpoliczkowe)
- Fentanyl Actavis (system transdermalny, plaster)
- Fentanyl WZF (roztwór do wstrzykiwań)
- Instanyl (aerozol do nosa, roztwór)
- Matrifen (system transdermalny, plaster)
- PecFent (aerozol do nosa, roztwór)
- Submena (tabletki podjęzykowe)
- Vellofent (tabletki podjęzykowe)

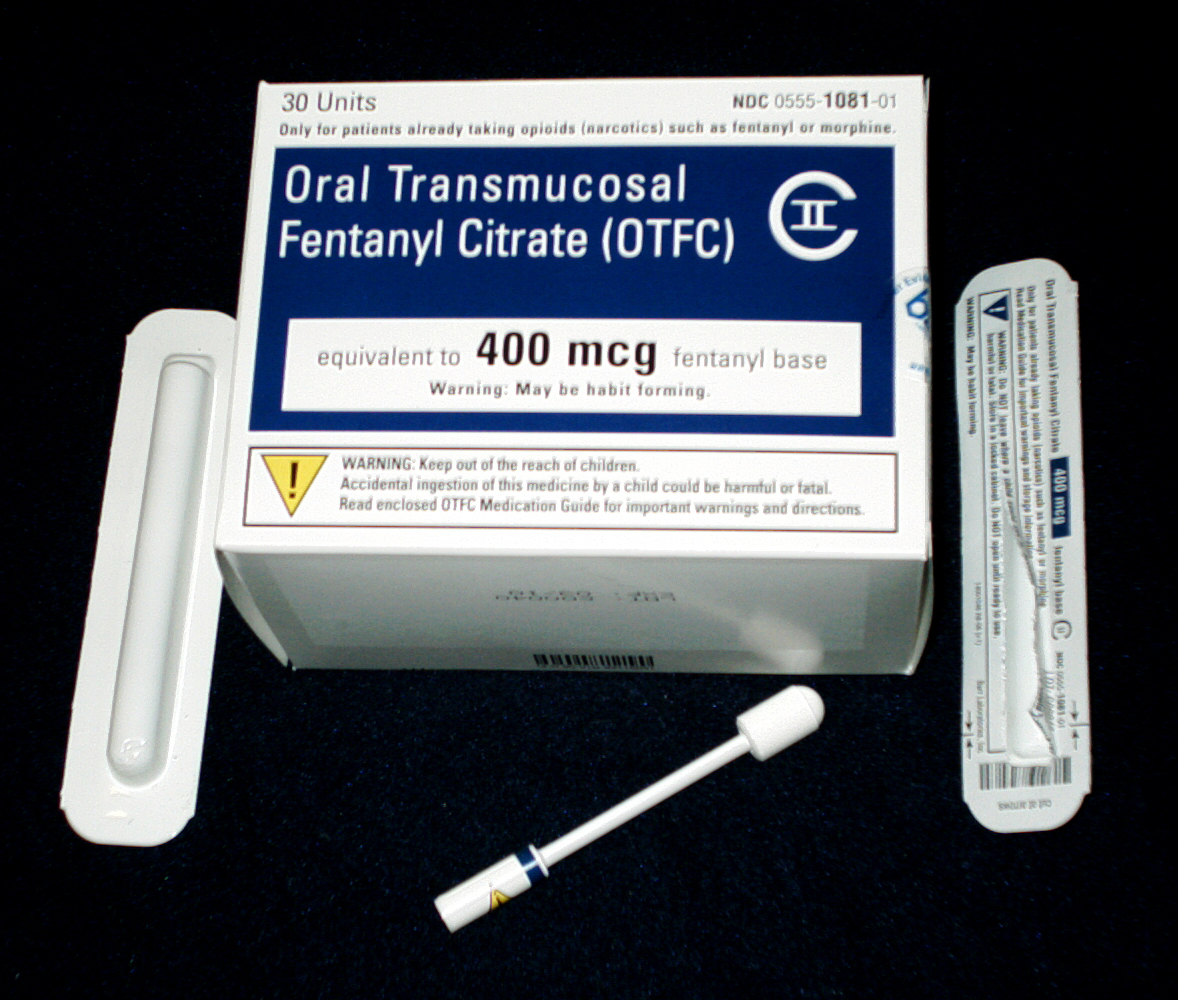
Lizaki Actiq 400 µg

Inną formą podawania fentanylu są lizaki Actiq firmy Cephalon, w których znajduje się cytrynian fentanylu w dawkach od 200 µg do 1,6 mg. Lizaki są produkowane w sześciu dawkach i oznaczone kolorami:
- Actiq 200 µg – szary
- Actiq 400 µg – niebieski
- Actiq 600 µg – pomarańczowy
- Actiq 800 µg – purpurowy
- Actiq 1,2 mg – zielony
- Actiq 1,6 mg – burgund.

Dawki wydają się bardzo duże, lecz biodostępność leku przy wchłanianiu przez błonę śluzową ust i po połknięciu nie jest całkowita – wynosi około 33%. Generyczną wersję Actiq wprowadził pod koniec września 2006 roku Barr Pharmaceuticals Inc. Lizaki z fentanylem znalazły zastosowanie w ratowaniu rannych na polu walki m.in. w Siłach Zbrojnych USA.

### Dawka śmiertelna

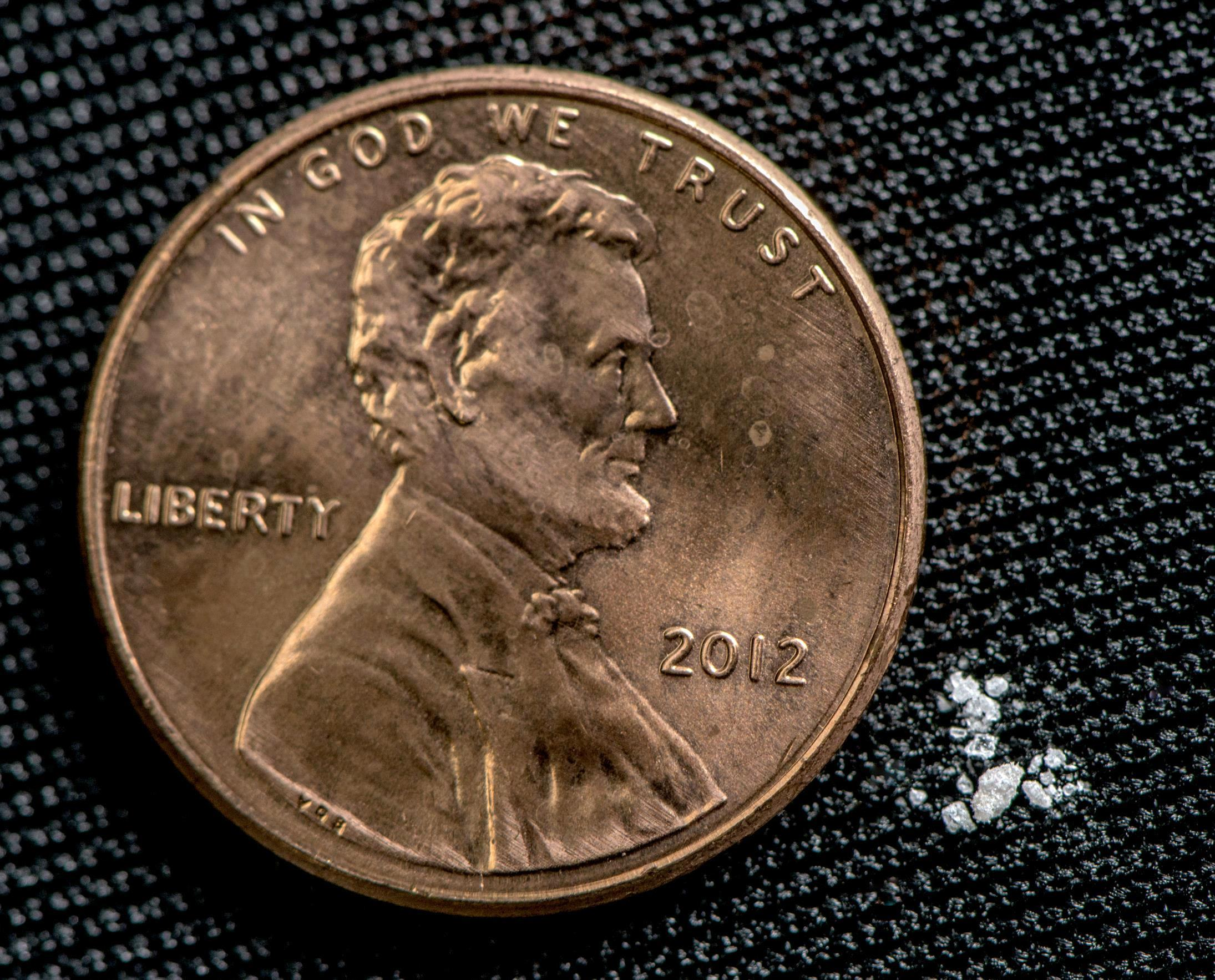
2 mg fentanylu, czyli przyjęta przez DEA dawka śmiertelna

Fentanyl ma dożylną dawkę śmiertelną LD50 wynoszącą 2,91 mg/kg u szczurów, doustną dawkę LD50 wynoszącą 18 mg/kg u szczurów i 368 mg/kg u myszy. Wartość LD50 u ludzi nie jest znana. DEA podaje, że uznawaną za śmiertelną dawkę u ludzi stanowi 2 mg.

### Przedawkowanie
Objawy przedawkowania obejmują m.in. depresję oddechową, senność, otępienie, śpiączkę, wiotkość mięśni szkieletowych, zimną i wilgotną skórę, znaczne zwężenie źrenic, obrzęk płuc, bradykardię, niedociśnienie, niedrożność dróg oddechowych, nietypowe chrapanie, sina skóra i usta.
Postępowanie w przypadku przedawkowania to najczęściej zatwierdzone przez FDA podanie nalokson lub naltreksonu. W przypadku znacznego napięcia mięśniowego należy podać dożylny bloker nerwowo-mięśniowy. Bradykardię można kontrolować stosując atropinę.

## Zastosowanie
Zastosowania fentanylu:
- w postaci iniekcji dożylnych wodorocytrynianu fentanylu – w leczeniu bólu ostrego (np. zawał mięśnia sercowego, ból pooperacyjny)
- w postaci plastrów przezskórnych, tabletek dopoliczkowych czy aerozoli do nosa - w leczeniu bólu przewlekłego (np. ból nowotworowy)[22][23][24]
- w anestezjologii w czasie znieczulenia oraz w premedykacji.

Obecnie około 70% operacji w Stanach Zjednoczonych Ameryki przeprowadzanych jest z użyciem fentanylu. Jest także stosowany na oddziałach intensywnej terapii w celu uzyskania analgosedacji. Preparaty fentanylu stosuje się również w znieczuleniach przewodowych, na przykład zewnątrzoponowych i podpajęczynówkowych.
Fentanyl może działać uzależniająco i dlatego obrót nim podlega takim samym przepisom jak innych narkotycznych leków przeciwbólowych. Przewlekłe stosowanie fentanylu powoduje wystąpienie tolerancji farmakologicznej.

## Pozamedyczne zastosowania fentanylu

### Właściwości bojowe
Fentanyl i jego pochodne (3-metylofentanyl) są stosowane co najmniej przez rosyjskie siły specjalne tzw. Specnaz. Według agencji informacyjnych władze rosyjskie potwierdziły użycie aerozolu z tym związkiem chemicznym w 2002 roku w akcji odbijania zakładników przetrzymywanych w teatrze na Dubrowce. Podczas operacji zginęło około 100 osób, a po jej zakończeniu zmarło następne kilkadziesiąt. Według władz Rosji przyczyną śmierci nie był sam gaz, lecz osłabienie zakładników.

### Właściwości narkotyczne
Fentanyl (i jego pochodne) jest produkowany nielegalnie (między innymi w Meksyku) i używany jako substytut heroiny. W Polsce był pozyskiwany z plastrów przeciwbólowych, przy współudziale lekarzy. 

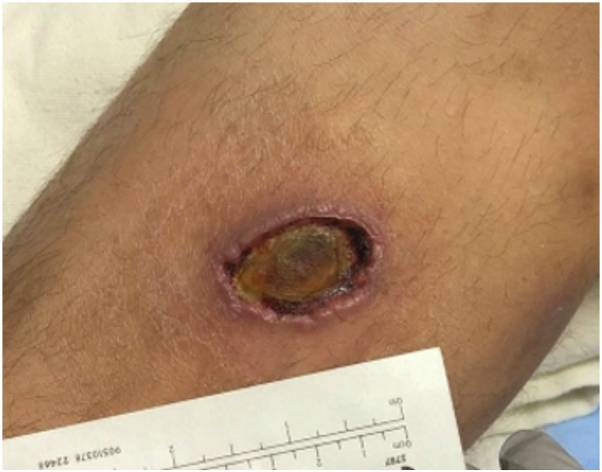
Rana spowodowana iniekcyjnym przyjęciem mieszanki ksylazyny i fentanylu

Powoduje błogostan, znieczulenie, przyjemne otępienie, rozluźnienie mięśni, rozleniwienie, senność, delikatną euforię, poza tym posiada charakterystyczne dla innych opioidów działanie powodujące odsunięcie wszelkich problemów, uczucie że zło zniknęło. Sny w trakcie odurzenia fentanylem są niezwykle realistyczne, w niektórych przypadkach są to sny świadome. Właściwości narkotyku sprawiają, że narkoman ma chęć ponownego zażycia dla miłych efektów, a to uzależniająca substancja, która może powodować uzależnienie fizjologiczne.
W celach rekreacyjnych fentanyl przeważnie jest palony, wstrzykiwany lub zażywany doustnie (wchłania się przez błony śluzowe jamy ustnej). Związek ma niską temperaturę parowania, około 40 °C. Rozprowadzany jest w formie proszku i roztworu, który podgrzewa się, nie dotykając go ogniem, i wdycha opary (ten sposób zażywania niesie za sobą najmniejsze ryzyko śmierci). 
Fentanyl jest niezwykle niebezpiecznym narkotykiem ze względu na trudność precyzyjnego dawkowania. W większych dawkach powoduje senność nie do pokonania oraz wymioty. Przedawkowanie powoduje depresję oddechową, co może prowadzić do śmierci.